# 国家篮球协会时间线
国家篮球协会时间线（英語：Timeline of the National Basketball Association）记录了美国国家篮球协会加盟球队扩张和发展的时间线。国家篮球协会的前身是于1946年成立的全美篮球协会，该组织于1949年更名为现名。此外，被国家篮球协会所合并的美国篮球联盟、国家篮球联盟、国家职业篮球联盟、美国篮球协会等组织的加盟球队也包含在本时间线中。